# Charles Wachter
 (mai 2016).
Si vous disposez d'ouvrages ou d'articles de référence ou si vous connaissez des sites web de qualité traitant du thème abordé ici, merci de compléter l'article en donnant les références utiles à sa vérifiabilité et en les liant à la section « Notes et références ».
Charles Wachter (né le 8 janvier 1874 à Bourguignon et mort le 3 juillet 1910 à Bétheny) est un pionnier de l'aviation.
Il commence la vie sportive par des courses de bateaux à moteur. Actionnaire de la compagnie Antoinette, il travaillait avec Léon Levavasseur et ouvrait une école de pilotage.
Il devint titulaire du brevet de pilote no 53 daté du 19 avril 1910, délivré par l'Aéro-Club de France puis participait à la Grande Semaine d'aviation de la Champagne.
Le 3 juillet 1910, Charles Wachter se  lançait pour la première journée de la compétition, le temps était mauvais et les ailes de son avion se replient en vol, cette chute lui est fatale. Elle donne lieu à l'ouverture d'une enquête de gendarmerie.

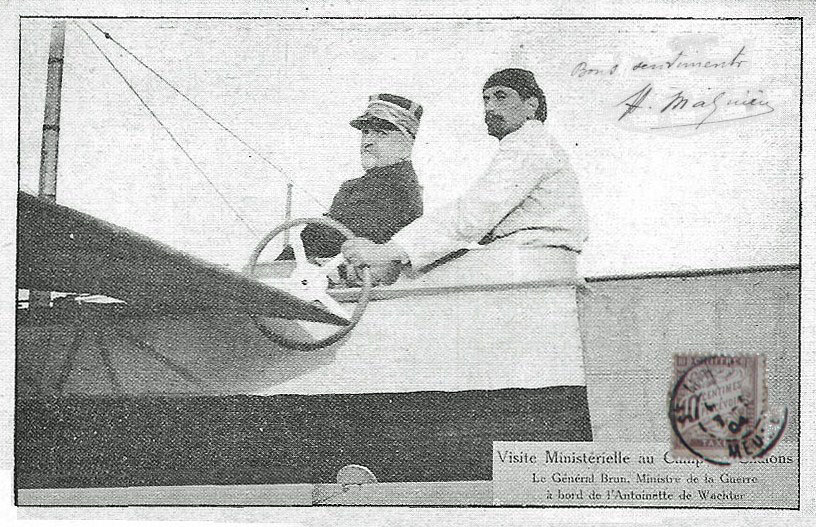
Charles Wachter fait une démonstration au ministre de la guerre Brun.

Une rue de Bétheny lui est dédiée.